# Brennan Heart
Brennan Heart, pseudoniem van Fabian Bohn (Helden, 2 maart 1982), is een Nederlandse hardstyle-dj en producer.

## Loopbaan
In 2002 startte Bohn met het produceren van een combinatie tussen hardcore en hardtrance, wat later evolueerde tot hardstyle. In 2002 als lid van het duo Brennan & Heart, met DJ Thera, totdat ze uit elkaar gingen in 2005. In mei 2006 richtte hij zijn eigen label op, M!D!FY (lees Midify) samen met Dov Elkabas onder de vleugel van Scantraxx.
Brennan Heart speelde op evenementen over de hele wereld, zoals Hardbass, Electric Daisy Carnival, Qlimax en Defqon.1 Festival. In 2009 bracht hij zijn eerste album uit, Musical Impressions. In 2012 richtte hij zijn eigen label Brennan Heart Music op (nu genaamd WE R Music).
Naast eigen producties remixte Brennan Heart veel tracks van collega-hardstyle-dj's, zoals Headhunterz, Technoboy, Wildstylez en The Prophet. Ook brengt Bohn muziek uit onder andere aliassen, zoals Blademasterz, waarbij de 'Early Hardstyle' in het middelpunt staat.
In 2013 richtte hij zijn eigen platenlabel op, WE R Music, waar naast gevestigde namen zoals Code Black ook jonge, talentvolle hardstyleproducers de kans krijgen om platen uit te brengen.
In 2015 lanceerde Bohn het concept I AM HARDSTYLE tijdens Amsterdam Dance Event in de Heineken Music Hall. Naast I AM HARDSTYLE-evenementen is er ook een I AM HARDSTYLE-merchandiselijn.
In december 2019 bracht Bohn zijn autobiografie HARD uit tijdens een officiële presentatie in het DeLaMar-theater in Amsterdam.

## Discografie

### Albums
| Album met eventuele hitnotering(en) in de Nederlandse Album Top 100 | Datum van verschijnen | Datum van binnenkomst | Hoogste positie | Aantal weken | Opmerkingen |
| ------------------------------------------------------------------- | --------------------- | --------------------- | --------------- | ------------ | ----------- |
| Musical Impressions                                                 | 2009                  | 25-07-2009            | 62              | 1            |             |
| I Am Hardstyle - # The Album                                        | 2016                  | 11-06-2016            | 30              | 10           |             |
| Show Your True Colors                                               | 2019                  | 30-03-2019            | 67              | 1            |             |

| Album met hitnotering(en) in de Vlaamse Ultratop 200 albums | Datum van verschijnen | Datum van binnenkomst | Hoogste positie | Aantal weken | Opmerkingen |
| ----------------------------------------------------------- | --------------------- | --------------------- | --------------- | ------------ | ----------- |
| I Am Hardstyle - # The Album                                | 2016                  | 11-06-2016            | 64              | 6            |             |

### Singles
| Single met eventuele hitnotering(en) in de Nederlandse Top 40 | Datum van verschijnen | Datum van binnenkomst | Hoogste positie | Aantal weken | Opmerkingen                                                     |
| ------------------------------------------------------------- | --------------------- | --------------------- | --------------- | ------------ | --------------------------------------------------------------- |
| Lose My Mind                                                  | 2012                  | -                     |                 |              | met Wildstylez / Nr. 63 in de Single Top 100                    |
| Imaginary                                                     | 2013                  | 16-11-2013            | tip13           | -            | met Jonathan Mendelsohn                                         |
| Won't Hold Me Down (Gravity)                                  | 2018                  | 14-04-2018            | tip8            | -            | met Trevor Guthrie                                              |
| All on Me                                                     | 2020                  | 25-04-2020            | tip3            | -            | met Armin van Buuren & Andreas Moe                              |
| Christmas Time                                                | 2020                  | 28-11-2020            | tip22           | -            | met Dimitri Vegas & Like Mike, Armin van Buuren & Jeremy Oceans |

| Single met hitnotering(en) in de Vlaamse Ultratop 50 | Datum van verschijnen | Datum van binnenkomst | Hoogste positie | Aantal weken | Opmerkingen                                                     |
| ---------------------------------------------------- | --------------------- | --------------------- | --------------- | ------------ | --------------------------------------------------------------- |
| Beast (All As One)                                   | 2019                  | 23-11-2019            | tip             | -            | met Dimitri Vegas & Like Mike en Ummet Ozcan                    |
| All on Me                                            | 2020                  | 02-05-2020            | tip             | -            | met Armin van Buuren & Andreas Moe                              |
| Christmas Time                                       | 2020                  | 05-12-2020            | 32              | 4            | met Dimitri Vegas & Like Mike, Armin van Buuren & Jeremy Oceans |

### Dvd's
| Dvd's met hitnoteringen in de Nederlandse Music Top 30 | Datum van verschijnen | Datum van binnenkomst | Hoogste positie | Aantal weken | Opmerkingen |
| ------------------------------------------------------ | --------------------- | --------------------- | --------------- | ------------ | ----------- |
| Evolution of Style                                     | 2014                  | 25-01-2014            | 10              | 2            |             |

### Overige
| Uitgave                                                     | Artiest(en)                                     | Label               | Jaar |
| ----------------------------------------------------------- | ----------------------------------------------- | ------------------- | ---- |
| Payback                                                     | Brennan Heart ft. The Prophet                   | M!D!FY              | 2006 |
| Rev!val X                                                   | Brennan Heart ft. The Prophet                   | M!D!FY              | 2006 |
| Evolut!on Of Style                                          | Brennan Heart                                   | M!D!FY              | 2006 |
| One Blade                                                   | Blademasterz                                    | M!D!FY              | 2007 |
| Get Wasted (Defqon.1 Festival Anthem 2007)                  | Brennan Heart                                   | Q-Dance Records     | 2007 |
| Faith In Your DJ                                            | Brennan Heart                                   | M!D!FY              | 2008 |
| Memento / Remember, Remember...                             | Brennan Heart                                   | M!D!FY              | 2008 |
| Home / Homeless                                             | Brennan Heart ft. Shanokee                      | M!D!FY              | 2008 |
| Fearless / Wooloomooloo                                     | Brennan Heart ft. Clive King                    | M!D!FY              | 2008 |
| Musical Impressions                                         | Brennan Heart                                   | Scantraxx           | 2009 |
| Musical Impressions - Album Sampler 001                     | Brennan Heart                                   | M!D!FY              | 2009 |
| Musical Impressions - Album Sampler 002                     | Brennan Heart                                   | M!D!FY              | 2009 |
| Musical Impressions - Album Sampler 003                     | Brennan Heart                                   | M!D!FY              | 2009 |
| City of Intensity (Decibel Anthem 2009)                     | Brennan Heart                                   | M!D!FY              | 2009 |
| M!d!fylez Sampler                                           | Brennan Heart                                   | M!D!FY              | 2010 |
| Revelations (Reverze Anthem 2010)                           | Brennan Heart                                   | M!D!FY              | 2010 |
| Musical Impressions - Album Sampler 004                     | Brennan Heart                                   | M!D!FY              | 2010 |
| Alternate Reality (Qlimax Anthem 2010)                      | Brennan Heart                                   | Q-Dance Records     | 2010 |
| Wake Up!                                                    | Brennan Heart ft. The Prophet                   | M!D!FY              | 2011 |
| Wake Up! / Till U Believe It / Face the Enemy (Zany Remix)  | Brennan Heart                                   | M!D!FY              | 2011 |
| Bang the Bass                                               | Brennan Heart ft. Zany                          | Fusion Records      | 2011 |
| M!d!fylez Sampler 005                                       | Brennan Heart                                   | M!D!FY              | 2011 |
| Menno/ Musical Impressions (The Remixes)                    | Brennan Heart                                   | M!D!FY              | 2011 |
| Light The Fire (2011 Mix)                                   | Brennan Heart                                   | M!D!FY              | 2011 |
| Lose My Mind                                                | Brennan Heart ft. Wildstylez                    | Brennan Heart Music | 2012 |
| Running Late / Lifte Me Up                                  | Brennan Heart                                   | Brennan Heart Music | 2012 |
| We Can Escape (Intents 2012 Anthem)                         | Brennan Heart                                   | Brennan Heart Music | 2012 |
| What's It Gonna Be / Running Late                           | Brennan Heart                                   | Brennan Heart Music | 2012 |
| Life That We Dream Of (City2City)                           | Brennan Heart                                   | Brennan Heart Music | 2012 |
| Freaqshow (Freaqshow 2012 Anthem)                           | Brennan Heart                                   | Q-Dance Records     | 2012 |
| F.I.F.O                                                     | Brennan Heart                                   | WE R                | 2013 |
| Imaginary                                                   | Brennan Heart ft. Jonathan Mendelsohn           | WE R                | 2013 |
| Wide Awake (EOS Mix)                                        | Brennan Heart ft. Shanokee                      | WE R                | 2014 |
| We Come & We Go (EOS Mix)                                   | Brennan Heart                                   | WE R                | 2014 |
| Tonight Will Never Die                                      | Brennan Heart ft. Code Black                    | WE R                | 2014 |
| Tonight Will Never Die (Audiotricz Remix)                   | Brennan Heart ft. Code Black                    | WE R                | 2014 |
| Fight the Resistance                                        | Brennan Heart ft. Zatox                         | WE R                | 2014 |
| Never Break Me (Toneshifterz Remix)                         | Brennan Heart                                   | WE R                | 2014 |
| Evolution Continues                                         | Brennan Heart                                   | WE R                | 2014 |
| WE R Hardstyle Yearmix 2014                                 | Brennan Heart ft. Code Black & Outbreak         | WE R                | 2014 |
| F.I.F.O (Outbreak Remix)                                    | Brennan Heart                                   | WE R                | 2014 |
| Lies or Truth                                               | Brennan Heart ft. Wildstylez                    | WE R                | 2015 |
| Follow The Light                                            | Brennan Heart ft. Jonathan Mendelsohn           | WE R                | 2015 |
| Outta My Way                                                | Brennan Heart                                   | WE R                | 2015 |
| My Identity                                                 | Brennan Heart ft. Toneshifterz & DV8 Rocks      | WE R                | 2015 |
| Illumination (Reverze 2015 Anthem)                          | Brennan Heart                                   | WE R                | 2015 |
| Hardbass Junkie (Digital Punk Remix)                        | Brennan Heart                                   | WE R                | 2015 |
| Coming Home                                                 | Brennan Heart ft. Audiotricz & Christon         | WE R                | 2016 |
| I AM HARDSTYLE #The Album                                   | Brennan Heart                                   | WE R                | 2016 |
| Broken                                                      | Brennan Heart, Code Black & Jonathan Mendelsohn | WE R                | 2017 |
| Melody Of The Blade                                         | Brennan Heart aka Blademasterz                  | WE R                | 2017 |
| Just Get In                                                 | Brennan Heart                                   | WE R                | 2017 |
| Dreamer                                                     | Brennan Heart & Galactixx ft. Elle B            | WE R                | 2017 |
| Hard Knockin' Beats                                         | Brennan Heart & TNT                             | WE R                | 2017 |
| The Golden Era                                              | Brennan Heart aka Blademasterz                  | WE R                | 2017 |
| Secret Of The Blade (Brennan Heart & Sound Rush 2017 Remix) | Brennan Heart aka Blademasterz                  | WE R                | 2017 |
| Time & Space (Kick 'n Bass)                                 | Brennan Heart aka Blademasterz                  | WE R                | 2017 |
| The Projeqt (2017 Anthem)                                   | Brennan Heart                                   | WE R                | 2017 |
| One Blade (10 Years Live Version                            | Brennan Heart aka Blademasterz                  | WE R                | 2017 |
| Outta My Break Down Low                                     | Brennan Heart & Crypsis                         | WE R                | 2017 |
| Acid Nightmare (Blademasterz Remix)                         | A*S*Y*S                                         | WE R                | 2017 |